# Števka
Štévka ali (števílčna) cífra je v matematiki in računalništvu znamenje za števila 0, 1, 2, 3, 4, 5, 6, 7, 8 in 9. S pomočjo števk tvorimo števila, podobno kot s črkami tvorimo besede.
Števke uporabljamo za predstavitev in zapis celih števil ali realnih števil v pozicijskem številskem sestavu z mestnimi vrednostmi.
Primer števk je katerikoli desetiški znak 0, 1, 2, 3, 4, 5, 6, 7, 8 ali 9, znaka 0 ali 1 v dvojiškem številskem sestavu in 'števke' 0 do 9, A do F v šestnajstiškem številskem sestavu. Če je v danem številskem sestavu osnova celoštevilska, je število potrebnih števk skupaj z ničlo vedno enako absolutni vrednosti te osnove. V desetiškem sistemu imamo tako 10 števk, v dvojiškem 2, v šestnajstiškem 16, itn.
Zapis števil v številskih sestavih brez mestnih vrednosti potrebuje vedno nove in nove števke. Takšni sestavi imajo lahko na primer babilonske, grške, rimske, indijske ali majevske številke, od katerih so nekateri že poznali mestne vrednosti.
Imena števk od 0 do 9 so ničla, enica/enka, dvojka, trojka, štirica/štirka, petica/petka, šestica/šestka, sedmica/sedemka, osmica/osemka, devetica/devetka (ustrezna imena za števila pa so nič, ena, dve, tri, štiri, pet, šest, sedem, osem, devet).